# دانشگاه آزاد اسلامی واحد لامرد
دانشگاه آزاد اسلامی واحد لامرد، یکی از واحدهای دانشگاه آزاد اسلامی در شهر لامرد است. این دانشگاه در سال ۱۳۷۵ تأسیس گردید و هم‌اکنون دارای ۳۲۰۰ دانشجو و ۸۴ رشته در مقاطع دکتری، کارشناسی ارشد، کارشناسی و کاردانی است. این دانشگاه یکی از قطبهای علمی جنوب استان فارس و بزرگترین مرکز آموزش عالی شهرستان لامرد می‌باشد.

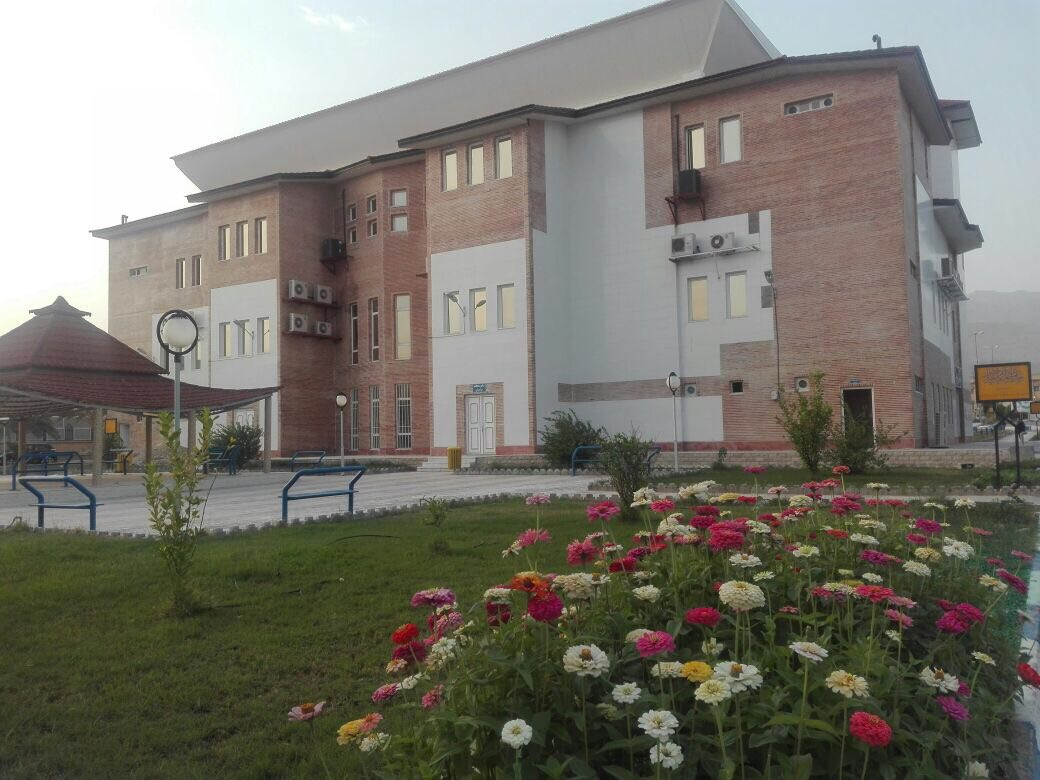
دانشگاه آزاد اسلامی واحد لامرد